# Geher-Länderkampf der Männer 1975 Großbritannien – BR Deutschland – Mexiko
| 3. Leichtathletik-Länderkampf mit bundesdeutscher Beteiligung 1975         | 3. Leichtathletik-Länderkampf mit bundesdeutscher Beteiligung 1975 |
| -------------------------------------------------------------------------- | ------------------------------------------------------------------ |
|                                                                            |                                                                    |
| Straßenlauf-Vergleich der Männer: Großbritannien – BR Deutschland – Mexiko |                                                                    |
| Austragungsort                                                             | London-Woodford                                                    |
| Wettbewerbe                                                                | 2                                                                  |
| Datum                                                                      | 1. Juni                                                            |
| 1. MEX 2. FRG 3. GBR                                                       | 36 Punkte 29 Punkte 26 Punkte                                      |
| Chronik                                                                    |                                                                    |
| ← FRG-NLD-SUI Str'lauf (M)                                                 | FIN-FRG/FRG-POL (M) →                                              |

Im dritten Vergleich des Länderkampfjahres 1975 reisten die bundesdeutschen Geher nach London, wo sie im Stadtteil Woodford am 1. Juni auf Großbritannien und Mexiko trafen. Die mexikanischen Sportler waren als Geher der Weltklasse ein sehr starker Gegner. Mit den Briten hatte es zuvor fünf Zweiländervergleiche gegeben, von denen die Bundesrepublik vier gewonnen hatte und Großbritannien einen. Darüber hinaus hatte 1968 ein Dreiländerkampf der Geher mit britischer und bundesdeutscher Beteiligung stattgefunden, den Großbritannien für sich entschieden hatte.

## Modus
Wie gewohnt standen zwei Wettbewerbe auf dem Programm, das Straßengehen über 20 und diesmal 50 Kilometer. Jede Nation konnte je Disziplin vier Geher stellen, von denen die drei Besten gewertet wurden. Die Punkte wurden folgendermaßen verteilt: 1. Platz: 7 P / 2. Pl.: 5 P / 3. Pl.: 4 P / 4. Pl.: 3 P / …

## Ergebnis
In der Einzelwertung des Wettbewerbs über zwanzig Kilometer siegte ein mexikanischer vor einem bundesdeutschen Geher, auf der langen Distanz war es umgekehrt. Doch insgesamt waren die Platzierungen der Mexikaner so gut, das sie den Dreiländerkampf mit 36 Punkten vor der bundesdeutschen Mannschaft, die sieben Punkte zurück lag, für sich entschieden. Dahinter kamen die Briten mit weiteren drei Punkten Rückstand auf den dritten Platz.

## Legende
Kurze Übersicht zur Bedeutung der Symbolik – so üblicherweise auch in sonstigen Veröffentlichungen verwendet:
| DSQ | disqualifiziert |

## Resultate

### 20-km-Straßengehen
| Platz | Athlet            | Land | Zeit (h)    |
| ----- | ----------------- | ---- | ----------- |
| 1     | Domingo Colin     | MEX  | 1:26:37,4   |
| 2     | Bernd Kannenberg  | FRG  | 1:26:55,0   |
| 3     | Brian Adams       | GBR  | 1:29:51,0   |
| 4     | Oliver Flynn      | GBR  | 1:30:31,0   |
| 5     | A. Flores         | MEX  | 1:30:45,0   |
| 6     | Raúl González     | MEX  | 1:31:30‚0   |
| 7     | Roger Mills       | GBR  | 1:33:11‚0   |
| 8     | Leo Frey          | FRG  | 1:33:45,0   |
| 9     | Amos Seddon       | GBR  | 1:34:37‚0   |
| DSQ   | Helmut Stolte     | FRG  | bei 07,2 km |
| DSQ   | Siegfried Richter | FRG  | bei 18,0 km |

### 50-km-Straßengehen
| Platz | Athlet            | Land | Zeit (h)  |
| ----- | ----------------- | ---- | --------- |
| 01    | Gerhard Weidner   | FRG  | 4:03:52‚0 |
| 02    | Pedro Aroche      | MEX  | 4:08:42‚0 |
| 03    | Heinrich Schubert | FRG  | 4:13:52‚0 |
| 04    | Enrique Vera      | MEX  | 4:14:54‚0 |
| 05    | Robert Dobson     | GBR  | 4:19:03,0 |
| 06    | Charles Fogg      | GBR  | 4:22:41‚0 |
| 07    | Daniel Bautista   | MEX  | 4:24:05,0 |
| 0 8   | Hans Michalski    | FRG  | 4:24:32,0 |
| 09    | John Lees         | GBR  | 4:31:46‚0 |
| 10    | Roy Thorpe        | GBR  | 4:36:56‚0 |
| DSQ   | Alfons Schwarz    | FRG  | bei 18 km |